# Asalto del Hospital Kamal Adwan
El asalto del Hospital Kamal Adwan fueron una series de asedios y posteriores asaltos llevados a cabo por las Fuerzas de Defensa de Israel (FDI), durante la guerra de Gaza, contra el Hospital Kamal Adwan, situado en la localidad de Beit Lahia al norte de la Franja de Gaza (Palestina).
El 27 de diciembre, el ejército israelí irrumpió en el hospital, lo incendió y expulsó por la fuerza a los pacientes y al personal del hospital. En ese momento, Kamal Adwan era la última instalación médica importante que quedaba en el norte de Gaza. Las FDI citaron el supuesto hallazgo de túneles, armas y centros de mando dentro del recinto del hospital como prueba de su afirmación de que el hospital era utilizado para fines militares por Hamás, sin aportar ninguna prueba. Tanto las autoridades palestinas como el personal del hospital negaron dichas acusaciones.

## Antecedentes
El Hospital Kamal Adwan fue un lugar de conflicto durante la guerra entre Israel y Gaza de 2023 tras la invasión israelí de la Franja de Gaza. El ataque israelí contra el hospital Kamal Adwan se produjo en medio de una serie, más amplia, de ataques israelíes contra instalaciones sanitarias palestinas en la Franja de Gaza. El 3 de diciembre, las FDI atacaron las proximidades del hospital Kamal Adwan y mataron al menos a cuatro personas. El 11 de diciembre, el director del hospital declaró que Israel había matado a dos madres y a sus bebés recién nacidos cuando Israel atacó su sala de maternidad. La ONU confirmó los asesinatos.

## Asaltos de las Fuerzas de Defensa de Israel

### Diciembre de 2023
El 12 de diciembre, Israel allanó el hospital. El jefe de pediatría afirmó que las FDI habían ordenado que todos los hombres y niños mayores de dieciséis años salieran del hospital para ser registrados. Setenta miembros del personal médico fueron arrestados y trasladados a un lugar desconocido. El director general de la Organización Mundial de la Salud, Dr. Tedros Adhanom Ghebreyesus, afirmó estar «extremadamente preocupado» por la situación en Kamal Adwan.
Las FDI trataron de justificar su ataque publicando un vídeo donde según dijeron mostraba a supuestos terroristas de Hamás cerca de Kamal Adwan, supuestamente entregando sus armas. Estas afirmaciones fueron rápidamente cuestionadas por miembros de las familias que identificaron a sus parientes como no combatientes.

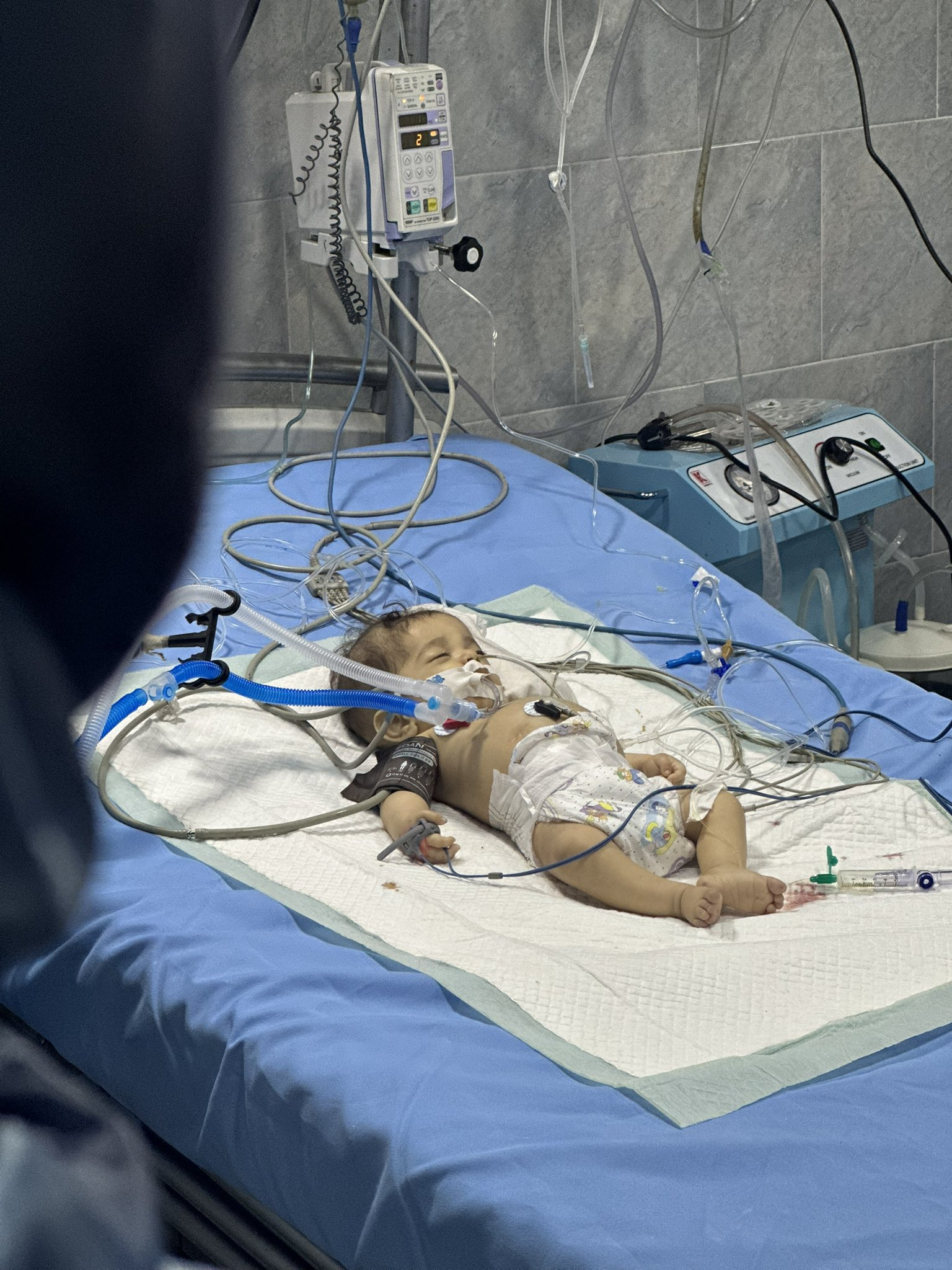
Un bebé palestino muerto en el Hospital Kamal Adwan el 28 de junio de 2024

El 14 de diciembre, el Ministerio de Salud de Gaza informó que 2500 desplazados internos habían sido evacuados por la fuerza de las instalaciones del hospital y que los soldados de las FDI habían impedido que el personal médico siguiera atendiendo a doce bebés en cuidados intensivos y a diez pacientes del departamento de urgencias, lo que provocó dos muertes. El Dr. Tedros Adhanom Ghebreyesus afirmó que los pacientes se habían visto obligados a evacuar el hospital, lo que provocó la muerte de varios pacientes, incluido un niño de nueve años.
El 16 de diciembre, excavadoras israelíes aplastaron a personas que se refugiaban fuera del hospital. Un periodista describió «una masacre aterradora y escenas indescriptibles» y afirmó: «Docenas de desplazados, enfermos y heridos fueron enterrados vivos». Un hombre afirmó que su hijo de 25 años había sido enterrado vivo por las excavadoras israelíes en Kamal Adwan y en el mismo informe las FDI fueron acusadas de necroviolencia al atropellar cadáveres con un bulldozer. El director general del Ministerio de Salud de Gaza, Munir al-Bursh, afirmó que las fuerzas israelíes le dispararon mientras daba una conferencia de prensa frente al hospital, y que las fuerzas israelíes arrestaron a setenta profesionales médicos.
Según Israel el hospital fue utilizado para albergar a terroristas, argumentando que esto invalidaba la protección proporcionada por los Convenios de Ginebra. También afirmó haber arrestado a ochenta supuestos agentes de Hamás en las instalaciones y haber encontrado armas en el lugar.  Estas afirmaciones fueron negadas por el personal sanitario que afirmaron que las tropas israelíes dispararon contra los médicos y utilizaron perros para mutilar a los pacientes discapacitados.

#### Detención e interrogatorio del director del hospital
El director del hospital, Ahmed Kahlout, fue arrestado tras la toma del hospital. Tras un interrogatorio por parte de las Fuerzas de Defensa de Israel, el ejército israelí informó que supuestamente había confesado que el hospital estaba siendo utilizado como centro de operaciones militares. Se informa que dijo que se unió a Hamás en 2010 con el rango equivalente a un general de brigada y que muchos miembros del personal del hospital, incluidos médicos, enfermeras, paramédicos y otros, también sirvieron como miembros de las Brigadas Al-Qassam, el brazo armado de Hamás. Según Kahlot, Hamás ocultó armas dentro del hospital e integró sus operaciones en sus funciones.
El Ministerio de Salud de Gaza dijo que «las confesiones de Kahlot fueron obtenidas mediante el uso de la fuerza, coerción, tortura e intimidación». El Ministerio de Salud dijo que Kahlout trabaja para los Servicios Médicos Militares, una rama del Ministerio del Interior y que el rango de general de brigada forma parte del sistema de clasificación utilizado por el Ministerio del Interior.

### Mayo de 2024
En mayo de 2024, Israel bombardeó las inmediaciones del hospital, lo que el jefe de la Organización Mundial de la Salud, Tedros Adhanom Ghebreyesus, declaró el 19 de mayo que era «profundamente preocupante». Adhanom Ghebreyesus declaró el 21 de mayo en su cuenta oficial de X (antigua Twitter) que el hospital había sido atacado cuatro veces en las veinticuatro horas anteriores. Ese mismo día, el hospital fue evacuado, aunque los pacientes conectados a las máquinas no pudieron ser evacuados. El 22 de mayo, los médicos declararon que misiles israelíes habían alcanzado el departamento de urgencias del hospital. El 24 de mayo, las fuerzas israelíes se concentraron frente a la entrada del hospital, lo que llevó al jefe de enfermería del hospital a afirmar: «Se considera prácticamente inoperante, porque está asediado». El hospital fue alcanzado dos veces por disparos de artillería.
El 25 de mayo, el jefe de pediatría declaró que las fuerzas israelíes todavía rodeaban el hospital. Tras la retirada de Israel del campo de refugiados de Jabalia, la agencia de defensa civil de Gaza declaró que el ejército israelí había destruido los principales generadores eléctricos del hospital. En agosto de 2024, los funcionarios del Hospital Kamal Adwan advirtieron que el hospital corría el riesgo de cerrar debido a la falta de combustible y medicamentos, lo que ponía a once niños en riesgo de muerte.

### Octubre y noviembre de 2024
En octubre de 2024, durante el asedio al norte de Gaza, el ejército israelí ordenó la evacuación completa del Hospital Kamal Adwan en 24 horas. El Dr. Hussam Abu Safia, director del hospital, dijo que el hospital permanecería en servicio y afirmó: «Tenemos bebés y recién nacidos que están en la UCI. Incluso si pudiéramos evacuar a algunos pacientes, no podemos abandonar el hospital porque no hay otro hospital que brinde servicios y tratamiento a los niños». Cuando se acercaba la fecha límite de evacuación impuesta por Israel, se informó que el ejército israelí estaba avanzando hacia el hospital mientras «cometía masacres contra civiles». El 24 de octubre de 2024, el director del hospital declaró que el ejército israelí estaba cometiendo «asesinatos deliberados» Afirmó que «hay más de quince casos que necesitan cirugías que no podemos realizar en el hospital».
El 24 de octubre de 2024, un video mostró tanques israelíes disparando contra el hospital. El 25 de octubre, las FDI asaltaron el hospital. El Ministerio de Salud palestino afirmó que 600 pacientes, acompañantes y personal estaban atrapados en el interior del hospital.  Al día siguiente, la Organización Mundial de la Salud declaró que, aunque el hospital todavía estaba bajo asedio, había recuperado contacto con sus empleados allí, afirmando que cuatro empleados estaban heridos, 44 trabajadores de la salud habían sido detenidos y cuatro ambulancias estaban dañadas. El Ministerio de Salud de Gaza declaró que las fuerzas israelíes habían detenido a todo el personal médico masculino. El 27 de octubre, el Dr. Khalil Daqran declaró que sólo quedaba un miembro del personal médico en todo el hospital y que las fuerzas israelíes habían incendiado partes del hospital, destruido sus entradas y demolido paredes. El 28 de octubre, las FDI afirmaron haber capturado a 100 militantes de Hamás durante el asalto al hospital Kamal Adwan. Tanto los médicos locales como Hamás negaron que hubiera presencia de militantes en el hospital. Más tarde ese mismo día, las FDI se retiraron del hospital.
Tras el ataque, el Ministerio de Salud de Gaza dijo que dos niños habían muerto en la unidad de cuidados intensivos tras la falla de los generadores del hospital y que la estación de oxígeno fue atacada. Uno de los dos médicos que quedaban en el hospital advirtió que «los pacientes y los heridos están esparcidos por todo el piso del hospital». Las autoridades afirmaron que un médico había sido asesinado por un avión no tripulado israelí.  La OMS declaró que habían continuado con las evacuaciones de pacientes, ya que el edificio del hospital resultó dañado, cuatro ambulancias fueron destruidas y los pacientes necesitaban suministros médicos, alimentos y agua. El 31 de octubre, la ONU declaró que un bombardeo en el tercer piso del hospital había destruido suministros médicos críticos. El 4 de noviembre de 2024, el director de la OMS, Tedros Adhanom Ghebreyesus, escribió que, poco después de una misión de la OMS, un ataque en el tercer piso hirió a seis pacientes infantiles. Ese mismo día, el Ministerio de Salud declaró que hubo «muchos» heridos entre los pacientes y el personal después de que Israel «bombardeara violentamente» el hospital.
El 30 de noviembre de 2024, fue asesinado el jefe de la Unidad de Cuidados Intensivos, el Dr. Ahmed Al-Kahlout.

### Diciembre de 2024
El 6 de diciembre, el ejército israelí atacó desde aire y tierra el hospital Kamal Adwan en Beit Lahia. Una serie de bombardeos impactaron en los sectores norte y oeste del hospital sin herir a nadie, y poco después fueron acompañados de ataques directos desde tierra que dejaron unos treinta cadáveres por todo el hospital y sus alrededores, incluidos los de cuatro miembros del personal médico. Durante el ataque, que tuvo lugar sin previo aviso, el ejército israelí ordenó a médicos y pacientes, entre estos más de cien heridos ese mismo día, que abandonaran el hospital. Algunos de los pacientes trataron de huir saltando un muro perimetral y fueron abatidos por tropas israelíes. Los soldados trasladaron a la fuerza a todos los que encontraron en el hospital a un puesto de control. Solo dos cirujanos sin experiencia quedaron a cargo de más de veinte heridos críticos que requerían una operación de urgencia. El 17 de diciembre, francotiradores israelíes dispararon contra la UCI del hospital Kamal Adwan y sus cuadricópteros destruyeron los generadores del recinto, provocando un apagón en todo el hospital.
El 24 de diciembre, Israel intensificó el ataque contra el complejo médico, detonando cargas explosivas colocadas previamente por todas sus instalaciones «en el sentido de las agujas del reloj» e hiriendo al menos a veinte de sus pacientes y enfermeros. Además, el ejército israelí asaltó el Hospital Indonesio ese martes por la mañana y expulsó a todos los pacientes y médicos de sus instalaciones. El 26 de diciembre, al menos cinco miembros del personal del hospital murieron en un bombardeo israelí, uno de los pocos que seguían parcialmente operativos en el norte de la Franja de Gaza. El 27 de diciembre por la mañana, las fuerzas israelíes exigieron la evacuación del hospital y, horas después, sus soldados lo asaltaron y expulsaron tanto a pacientes como a personal médico; según diversas fuentes palestinas, el ejército israelí quemó el hospital a media tarde y dañaron gravemente algunas zonas del hospital, como el laboratorio, la unidad quirúrgica y el almacén médico.
El 29 de diciembre, se supo que Israel había detenido a cientos de personas en el hospital, incluido su director, Husam Abu Safiya, y que sus pacientes habían sido expulsados al Hospital Indonesio, que se encontraba inoperativo y carente de los equipos y suministros necesarios para ofrecer los cuidados adecuados y al que los médicos no tenían permitido acceder. Miembros del personal médico liberado tras el ataque al hospital denunció que les golpearon y les obligaron a caminar desnudos hacia el sur de la Franja. Tras la destrucción del hospital, del que las tropas israelíes aseguraron que ya no volvería a funcionar jamás, solo quedaba un pequeño hospital semioperativo para todo el norte de la Franja de Gaza, el hospital al-Awda de Jabalia. Por su parte la Organización Mundial de la Salud (OMS) alertó de que el hospital Kamal Aduan, el último operativo en el norte de la Fanja de Gaza, había quedado fuera de servicio lo que supone un gran peligro para la vida de los 75.000 palestinos que aún permanecen en la zona.

## Reacciones
La ministra de salud palestina, Mai Al-Kaila, pidió una investigación sobre las acciones israelíes en Kamal Adwan. El Consejo de Relaciones estadounidenses-islámicas pidió una investigación internacional imparcial liderada por las Naciones Unidas. Tedros Adhanom Ghebreyesus declaró que la OMS estaba consternada por la «destrucción efectiva» del hospital. Las Naciones Unidas también pidieron una investigación independiente. El Consejo de Relaciones Estadounidenses-Islámicas pidió una investigación internacional de las Naciones Unidas.
La Oficina del Alto Comisionado de las Naciones Unidas para los Derechos Humanos (ACNUDH) cuestionó la validez de las justificaciones de Israel para la redada y pidió una investigación. El ACNUDH también afirmó que los ataques israelíes habían llevado al sistema de atención sanitaria de Gaza «al borde del colapso total».
Hamás ha acusado a Estados Unidos y a otros países occidentales de encubrir los crímenes de guerra israelíes.
La detención del director del hospital, Husam Abu Safiya, ha sido condenada por múltiples fuentes. Amnistía Internacional pidió su liberación y expresó su preocupación por su bienestar debido al «gran riesgo de tortura y malos tratos». Cientos de trabajadores sanitarios han pedido la liberación de Abu Safiya en las redes sociales. La OMS también expresó su preocupación por los detenidos y señaló el deterioro del estado del sistema de atención sanitaria en Gaza. Las relatoras especiales de la ONU, Francesca Albanese y Tlaleng Mofokeng, condenaron los ataques al hospital Kamal Adwan y la detención de Abu Safiya como «parte de un patrón por parte de Israel de bombardear continuamente, destruir y aniquilar completamente la realización del derecho a la salud en Gaza».
En enero de 2025, el Gobierno gazatí solicitó a la comunidad internacional para que presione a Israel a fin de conseguir la liberación «inmediata y urgente» del director del hospital Kamal Aduan, Hosam Abú Safiya, así como a los más de 350 sanitarios retenidos por el Ejército israelí «sin presentar cargos legales claros ni transparencia sobre su situación», por lo que han pedido «garantías legales efectivas que aseguren» su protección «frente a las violaciones y la tortura».

## Convenio de Ginebra
| Artículo 19 - Protección de unidades y establecimientos sanitarios |
| --- |
| Los establecimientos fijos y las unidades sanitarias móviles del Servicio de Sanidad no podrán, en ningún caso, ser objeto de ataques, sino que serán en todo tiempo respetados y protegidos por las Partes en conflicto. |
| Artículo 22 - Condiciones que no privan a las unidades y los establecimientos sanitarios de protección |
| No se considerará que priva a una unidad o a un establecimiento sanitario de la protección garantizada en el artículo 19: 1. el hecho de que el personal de la unidad o del establecimiento esté armado y utilice sus armas para la propia defensa o la de sus heridos y enfermos; 2. el hecho de que, por falta de enfermeros armados, la unidad o el establecimiento esté custodiado por un piquete o por centinelas o por una escolta; 3. el hecho de que haya, en la unidad o en el establecimiento, armas portátiles y municiones retiradas a los heridos y a los enfermos, y que todavía no hayan sido entregadas al servicio competente; 4. el hecho de que haya, en la unidad o en el establecimiento, personal y material del servicio veterinario, sin formar parte integrante de ellos; 5. el hecho de que la actividad humanitaria de las unidades y de los establecimientos sanitarios o de su personal se haya extendido a personas civiles heridas o enfermas. |